# Thermostatic
Thermostatic és un grup de música electrònica suec format a Göteborg el 2003. La seva obra es pot considerar dins les categories de música electrònica i bitpop synthpop, amb la música inspirada en els videojocs i els sons de les computadores dels anys vuitanta. La banda va ser escollida Millor Grup Revelació Escandinau i Millor Àlbum Escandinau l'any 2005 al l'Scandinavian Alternative Music Awards.

## Discos
Tota la seva discografia actual està registrada sota el segell Records Wonderland.
- So Close So Near (2006)
- Machine Privat (2006)
- The Box (2007)
- CD-EP (2004)
- JOY-TOY (2005)
- JOY-TOY Edition 2007 (2007)
- Humanizer (2008)

## Senzills
- Animal (2014)